# Kopytów-Kolonia
Kopytów-Kolonia es un pueblo ubicado en la gmina Kodeń, distrito de Biała Podlaska, voivodato de Lublin, Polonia.

## Superficie
Cuenta con una superficie de 5,030 kilómetros cuadrados.

## Demografía
Hasta 2011 la población era de 101 habitantes, con una densidad de población de 20,08 habitantes por kilómetro cuadrado. Estaba conformada por 54 hombres (53,5%) y 47 mujeres (46,5%), según el censo de la Oficina Central de Estadística.